# Famille Westmore
La famille Westmore est très présente dans le domaine du maquillage à Hollywood. Dirigée par son patriarche, George Westmore, la famille a donné quatre générations d'artistes maquilleurs à Hollywood dans diverses disciplines. George Westmore fut le premier dans le département du maquillage à Hollywood en 1917.

## Différentes carrières

L'étoile des Westmore sur Hollywood Walk of Fame.

En 1917, George Westmore, à qui est dédié la récompense des artistes maquilleurs et coiffeurs stylistes Guild's George Westmore Lifetime Achievement, fonde le premier et très mince département de maquillage pour le cinéma dans les studios Selig. Après un bref passage chez Triangle, il se met très vite à son compte et travaille dans les plus grands studios. Il comprend que l'art cosmétique et capillaire a besoin de personnel et il veut maquiller des vedettes comme Mary Pickford ou les sœurs Talmadge à leur domicile avant qu'elles aillent travailler.
Il est le premier de trois générations d'artistes maquilleurs. Ses six fils, Perc, Ern, Monte, Wally, Bud et Frank, vont bientôt lui faire ombrage à Hollywood. Autour de 1926, quatre d'entre eux pénètrent l'industrie et deviennent des chefs maquilleurs dans quatre des plus grands studios du cinéma, tout en continuant leur activité notamment dans les illusions du cinéma d'horreur jusqu'à la fin de leur carrière. En 1921, Monte devient l'unique maquilleur de Rudolph Valentino à sa demande expresse. À la mort de Valentino en 1926, Monte se rend à Selznick International où, trente ans plus tard, il travaille d’arrache-pied sur l'énorme tâche qu'est le maquillage requis pour le film  Autant en emporte le vent (1939).
En 1923, Perc fait carrière chez First National-Warner Bros. et ce pendant vingt-sept ans, il a lancé des tendances de beauté et de déguisement comme, en 1939, le visage grotesque de Charles Laughton dans Quasimodo et les sourcils presque entièrement épilés de Bette Davis ainsi que l'apparente blancheur faciale dans La Vie privée d'Élisabeth d'Angleterre.
Ern est au RKO de 1929 à 1931 et puis à 20th Century Fox à partir de 1935, recherche plutôt le look adéquate pour chaque vedette des années 1930.
Wally dirige pendant un temps le département maquillage des studios Paramount Pictures, où il crée, entre autres, l'affreuse transformation de Frederic March dans Docteur Jekyll et M. Hyde de 1931. Frank lui succède à ce poste. Bud dirige le département maquillage d'Universal pendant trente ans, spécialisé dans les costumes de monstres comme ceux utilisés dans L'Étrange Créature du lac noir de 1954.
Ensemble, ils construisent la Maison des Westmore, un salon où l'on sert les vedettes ainsi que du public. Les générations suivantes perpétuent le nom des Westmore, avec les frères Michael et Marvin qui excellent dans les maquillages à effets spéciaux, comme dans Raging Bull de 1980, Blade Runner de 1982, ou encore Mask de 1985.

## Membres célèbres de la famille Westmore
- George Westmore (1879-1931)
  - Monte George Westmore (1902-1940)
    - Monty George Westmore Jr. (1923-2007)
    - Michael George Westmore (1938)
      - McKenzie Westmore (en)

    - Marvin George Westmore (1934)
      - Kandace Westmore
      - Kevin Westmore

  - Percival Harry Westmore (1904-1970)
  - Ernest Henry Westmore (1904-1967)
  - Walter James Westmore (1906- 1973)
    -       - Pamela Westmore
      - Mark Westmore, A.C.E.

  - Bud Westmore (1918-1973)
  - Frank C. Westmore (1923-1985)